# 異形附身
《異形附身》（英語：The Hidden）為1987年由新線影業所發行的科幻動作片，導演為傑克·史荷特。

## 故事大綱
有一種從別的星球來的外星附身殺人魔為了逃避追捕而逃到地球，而其之後利用進到人嘴巴裡的方式來操縱人類。外星附身殺人魔也順便在地球犯下了幾起殺人案，並且一直不停的換寄宿主讓地球的警方疲於奔命。而外星也出現了一名探員附身在已經病死的警探身上，和一名刑警聯手想要阻止外星附身殺人魔繼續犯案......

## 獎項
- 導演Jack Shoulder在1988年的阿沃利亞茲奇幻影展中贏得大獎。
- 導演在1988年的葡萄牙Fantasporto奇幻影展中贏得最佳導演獎，並且《異形附身》被評為年度最佳影片。
- Michael Nouri贏得1987年西切斯電影節最佳演員獎。
- 1988年土星獎提名最佳電影、最佳男演員、最佳導演和最佳劇本。

## 續集
1993年《異形附身2》被公認為狗尾續貂的作品。

## 外部連結
- 互联网电影数据库（IMDb）上《The Hidden》的资料（英文）
- AllMovie上《The Hidden》的资料（英文）
- Movieline magazine retrospective